# Střeleč
Střeleč je malá vesnice, část obce Mladějov v okrese Jičín. Nachází se asi 2 km na východ od Mladějova. Východně od vesnice se zvedá vrch Velká hůra, lidově zvaný též Střelečská hůra (458 m). Na Velké hoře i sousedním vrchu (lidově Malé hoře) se v minulosti těžil čedič. Střeleč je také název katastrálního území o rozloze 2,88 km², na němž se kromě uvedené vesnice nachází mimo jiné i velký lom na těžbu sklářských písků.

## Obyvatelstvo
V roce 2009 bylo ve Střelči evidováno 50 adres. V roce 2001 zde trvale žilo 34 obyvatel.

## Pamětihodnosti
V centru obce stojí kaplička z roku 1862 se sochou Panny Marie Bolestné, která pochází již z roku 1836. Kaple, označená jako "objekt 1381557253 - kaple se zvoničkou s pilířem Piety", je od 20. března 2015 zapsaná na státním seznamu nemovitých kulturních památek. Malý zvon z kaple byl v roce 1929 přemístěn do dřevěné zvoničky poblíž hasičské zbrojnice. Poblíž kaple se nachází bývalá obecní pastouška. Tento objekt byl s pomocí místních dobrovolných hasičů opraven a je využíván při pořádání společenských akcí ve vsi.

## Archeologické nálezy
V lomu na katastrálním území Střelče byly v období druhé světové války nalezeny dvě bronzové spony se spirálami a přívěsky v podobě ptačích hlaviček. Tyto předměty, jejichž vznik je datován do mladší doby bronzové, jsou uloženy v archeologických sbírkách v Jičíně.

## Fotogalerie

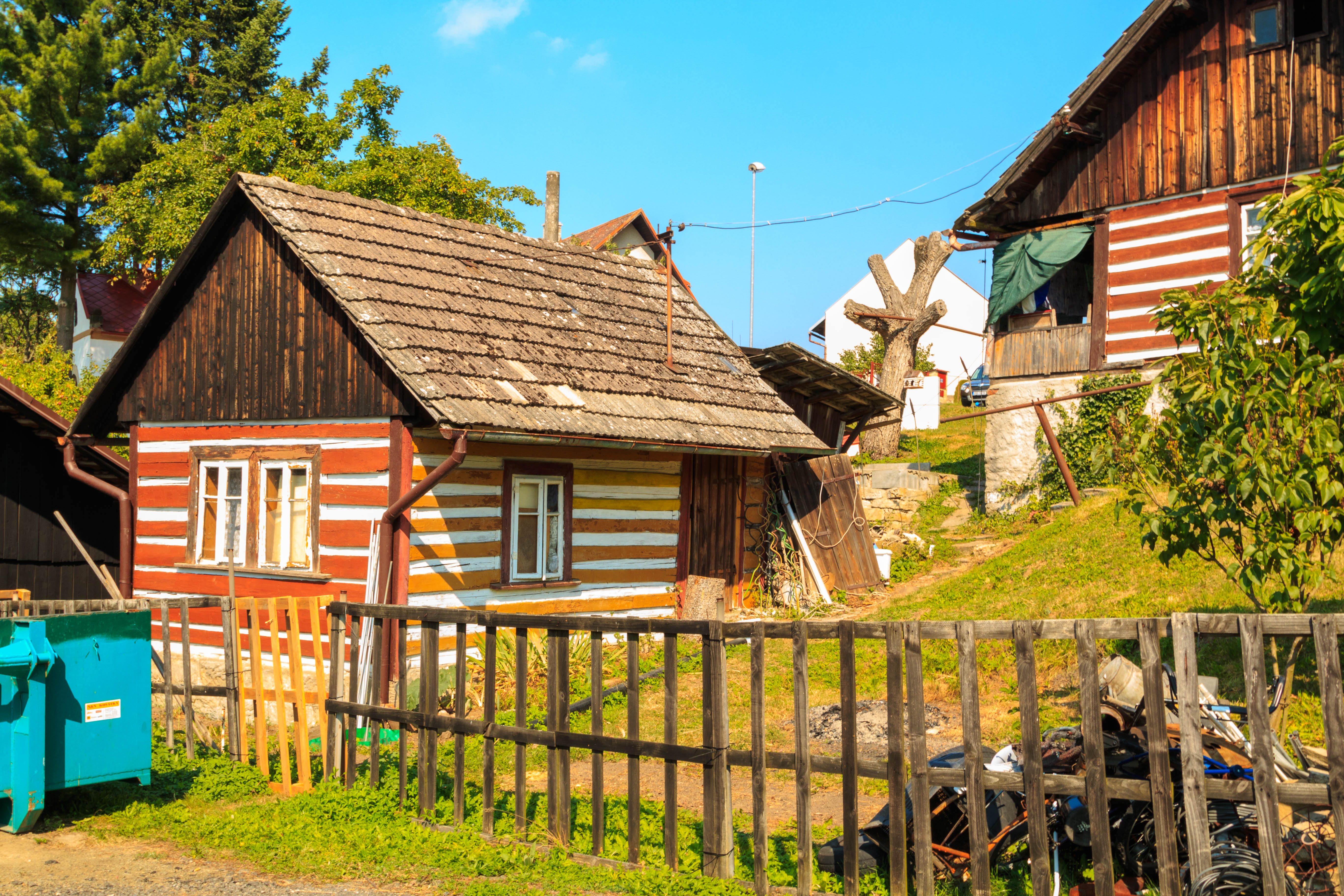
Střeleč - čp. 40
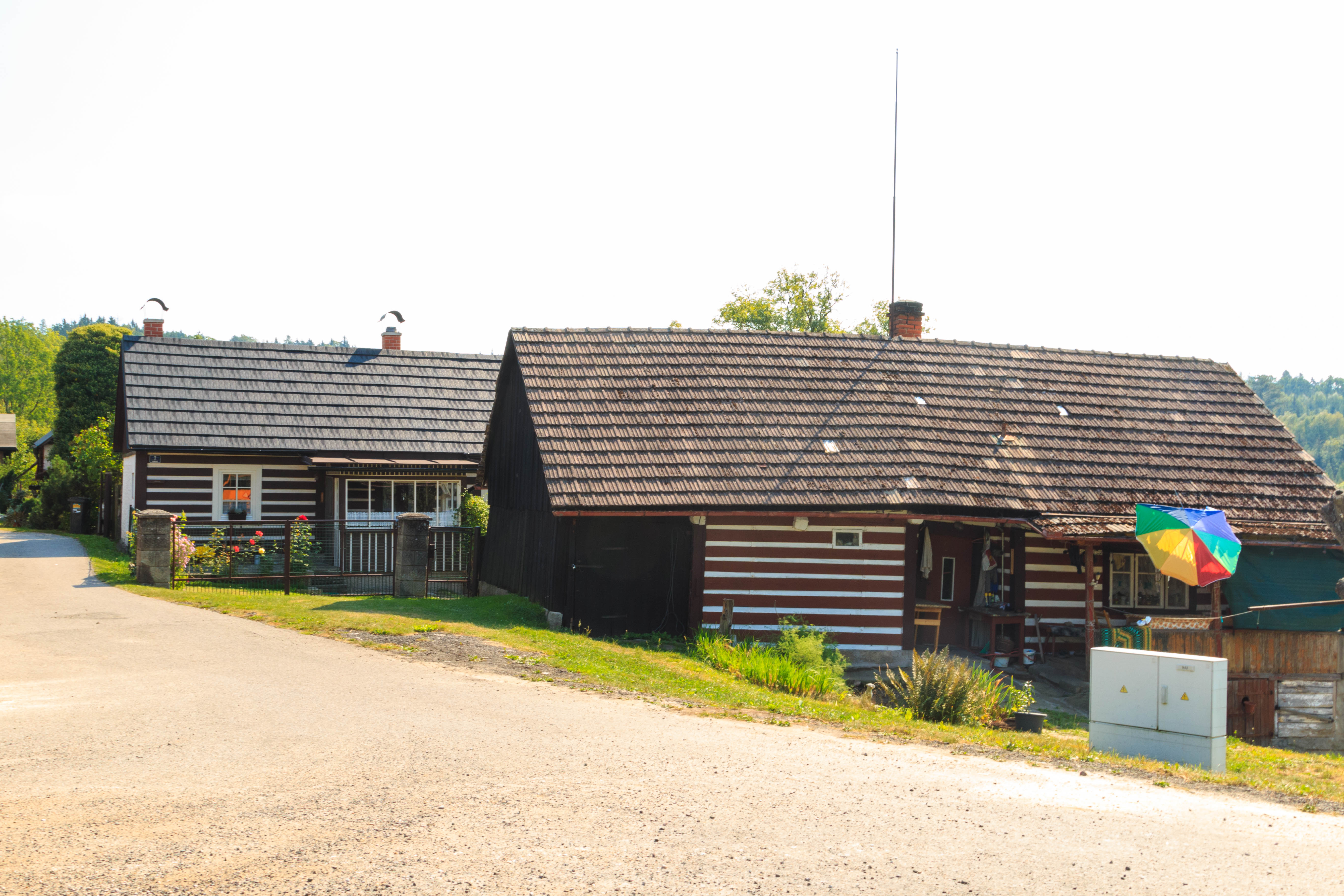
Střeleč - čp. 43
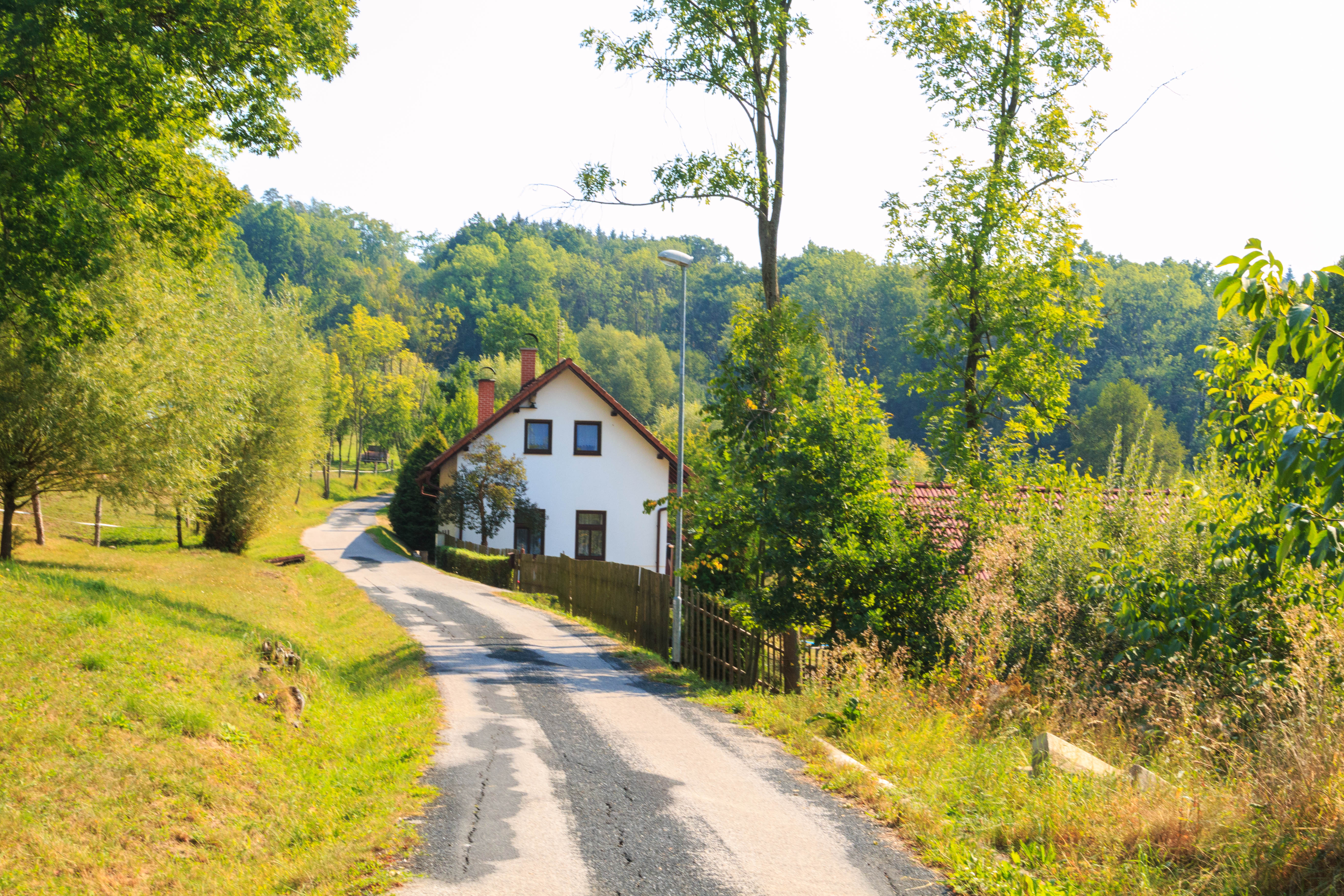
Střeleč - čp. 24
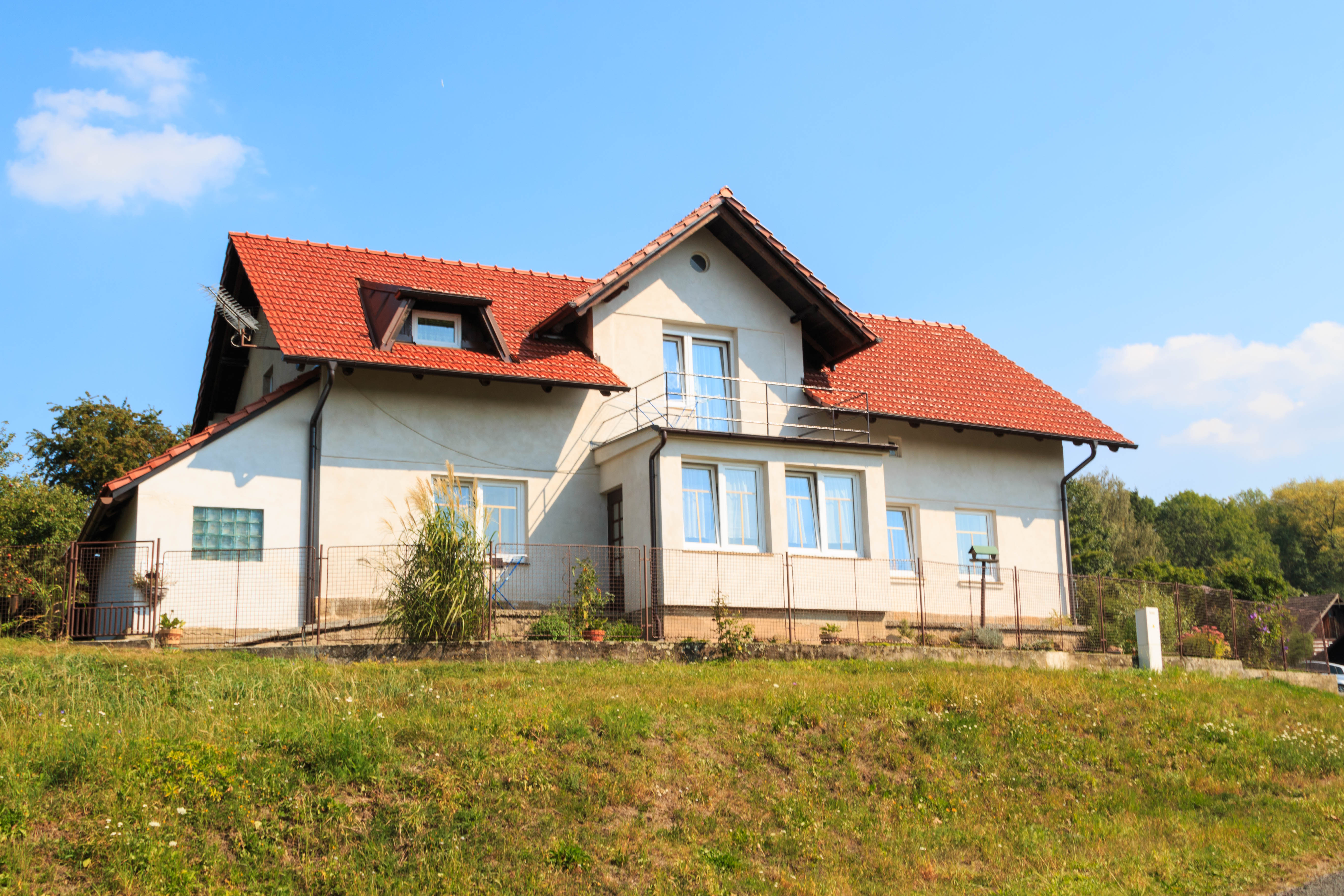
Střeleč - č. 15